# Sebastião Luís Tinoco da Silva
Sebastião Luís Tinoco da Silva (Viana do Castelo, 3 de agosto de 1758 — Rio de Janeiro, 11 de junho de 1839) foi um juiz de fora, desembargador e político luso-brasileiro.
Formou-se em Direito na Universidade de Coimbra.
Foi ministro da Justiça, ministro da Fazenda e senador do Império do Brasil, de 1826 a 1839.